# Morten Suurballe
Morten Sasse Suurballe (Copenhague, 8 de março de 1955) é um ator dinamarquês. Ele é mais conhecido por seu papel na série de TV Forbrydelsen. Em 2003, ele foi homenageado com a Ordem Real do Dannebrog.

## Filmografia

### Cinema
- Kniven i hjertet (1981)
- Flamberede hjerter (1986)
- Et skud fra hjertet (1986)
- Opbrud (1988)
- Drengene fra Sankt Petri (1991)
- En dag i oktober (1991)
- Frække Frida og de frygtløse spioner (1994)
- Menneskedyret (1995)
- Carmen og Babyface (1995)
- Mimi og madammerne (1998)
- Manden som ikke ville dø (1999)
- Slip hestene løs (2000)
- Voksne mennesker (2005)
- Bag det stille ydre (2005)
- Rene hjerter (2006)
- Cecilie (2007)
- Guldhornene (2007)
- Skyscraper (2011)
- Skybound (2017)

### Televisão
- Kirsebærhaven 89 (1989)
- Gøngehøvdingen (1991-1992)
- Kald mig Liva (1992)
- Flemming og Berit (1994)
- Den hemmelige tunnel (1997)
- Rejseholdet (2000-2003)
- Ørnen (2004)
- Jul i Valhal (2005) Thrym (Jul i Valhal)
- Forbrydelsen (2007)
- Album (2008)
- Forbrydelsen II (2009)
- Anstalten (2011]
- Broen (2011)
- Forbrydelsen III (2012)
- Vikings (2014)
- x Company (2015-)